# ロスアイザック
ロス アイザック（Ross Isaac、1984年10月27日 - ）は、メジャーリーグラグビー、サンディエゴ・リージョンに所属するラグビーユニオン選手。旧名「アイザック・ロス」。

## プロフィール
- ニュージーランド出身。
- ポジションはロック(LO)。
- 身長 201cm、体重 118kg。
- ニックネームはRazzie。
- ニュージーランド代表キャップは8。（2016年6月現在）
- U19ニュージーランド代表やU21ニュージーランド代表に選ばれたことがある。

## 来歴
ティマルボーイズ高校、クライストチャーチ工科大学を経て、2007年、スーパーラグビーのクルセイダーズに加入。
2008年、ハイランダーズに加入。
2010年、チーフスに加入。
2011年、NTTコミュニケーションズシャイニングアークスに加入。同年10月29日に行われたジャパンラグビートップリーグ第1節のヤマハ発動機ジュビロ戦に先発出場で公式戦初出場を果たした。
2017年（平成29年）7月、日本に帰化。
2020年6月、NTTコミュニケーションズシャイニングアークスを退団。同年10月、タスマンに加入。
2021年1月、丸和運輸機関AZ-MOMOTAROSに加入。同年4月、オースティン・ギルグロニスに加入。
2022年、丸和運輸機関AZ-MOMOTAROSに復帰。同年9月、サンディエゴ・リージョンに加入。 